# Hyperborea 2008
Hyperborea 2008 es el cuadragésimo octavo álbum de estudio del grupo alemán de música electrónica Tangerine Dream. Publicado en junio de 2008 por el sello Eastgate se trata de la regrabación completa del álbum de estudio Hyperborea editado en 1983 por Virgin Records. Destaca, al igual que sucediera con la regrabación de Tangram 2008, por ser interpretado únicamente por Edgar Froese sin el resto de los integrantes de la banda.

## Producción
Grabado en 2008 en los estudios Eastgate de Viena Hyperborea 2008 se trata de la actualización de Hyperborea con una nueva instrumentación, ritmo y sonoridades. Planteado como un álbum de edición limitada a 2.000 copias posteriormente se ha reeditado en varias ocasiones. El álbum, arte gráfico e información sobre el mismo indica el mismo listado y orden de canciones que el álbum original. Sin embargo el disco compacto contiene 5 pistas ya que «Hyperborea» se encuentra dividida en las dos secciones que integran la composición.  
La forma de abordar el trabajo también es desarrollada en un libreto, bastante extenso para lo que suele ser habitual en otras producciones del grupo, con textos de Bianca F. Acquaye. En él se detalla que, a pesar de que gran parte de la instrumentación original ya no está disponible, la utilización de samplers y bancos de sonido por parte de Christian Gstettner, el mismo ingeniero de grabación del álbum original, facilitaron la labor de dar una nueva perspectiva al álbum.

"Al abordar la regrabación de Hyperborea en 2008 tenía que aclararse el camino tomar: seguir el original nota por nota y sonido por sonido o analizarlo todo para encontrar una forma híbrida de interpretación. Así que se optó por que se reconozcan las melodías, los ritmos y los colores de sonido pero la atmósfera es distinta. No tanto por los sentimientos del ayer sino por los del aquí y ahora. Hyperborea 2008 ha exigido un trabajo artesanal y un sólido esfuerzo de investigación, pero creemos que valió la pena."
Bianca F. Acquaye (2008) 

## Lista de temas
| N.º   | Título               | Escritor(es)                                         | Duración |  |
| 1.    | «No Man's Land»      | Edgar Froese Johannes Schmoelling Christopher Franke | 9:43     |  |
| 2.    | «Hyperborea Part I»  | Edgar Froese Johannes Schmoelling Christopher Franke | 4:07     |  |
| 3.    | «Hyperborea Part II» | Edgar Froese Johannes Schmoelling Christopher Franke | 4:47     |  |
| 4.    | «Cinnamon Road»      | Edgar Froese Johannes Schmoelling Christopher Franke | 3:53     |  |
| 5.    | «Sphinx Lightning»   | Edgar Froese Johannes Schmoelling Christopher Franke | 19:12    |  |
| 41:42 |                      |                                                      |          |  |

## Personal
- Edgar Froese - intérprete, producción y diseño de portada
- Katja Varitis - diseño
- Christian Gstettner - ingeniero de grabación y samplers
- Harald Pairits - masterización
- Bianca F. Acquaye - textos